# De Wael (België)
De Wael is een Zuid-Nederlandse adellijke familie.

## Geschiedenis
In 1739 bevestigde keizer Karel VI de adellijke status van Jean-François de Wael (1682-1761) en van zijn broer Norbert de Wael (1701-1768).
Jean-François was in Antwerpen 'gevolmachtigd commissaris voor het vernieuwen van het handelsverdrag' en overleed zonder nageslacht. Norbert was koopman en trouwde met Beatrice de Coninck. Hun zoon Norbert volgt hierna.

## Norbert de Wael
- Norbert Louis Joseph de Wael (Antwerpen, 5 oktober 1754 - Schoten, 7 november 1830) werd schepen en grootaalmoezenier van Antwerpen. Hij werd in 1822 erkend in de erfelijke adel onder het Verenigd Koninkrijk der Nederlanden. Hij trouwde in 1778 in Antwerpen met Marie-Gertrude van Winghen (1753-1791), met wie hij drie kinderen had, en in 1792 met Antoinette Vermoelen (1757-1816), met wie hij een dochter had.
  - Charles de Wael (1787-1864), koopman, trouwde met Isabelle Vermoelen (1787-1867). Ze kregen tien kinderen, onder wie drie zoons die voor afstammelingen zorgden. Hij werd verkozen tot lid van het Nationaal Congres en tot volksvertegenwoordiger, maar nam beide mandaten niet op.
    - Norbert de Wael (1817-1901) trouwde met Catherine Le Paige (1822-1879). Hij was advocaat. Het echtpaar verhuisde naar Luxemburg en had drie kinderen.
      - Xavier de Wael (1852-1925) trouwde met de Luxemburgse Lucie Muller (1859-1936). Ze hadden zeven kinderen, maar geen verdere afstammelingen meer. Deze familietak doofde uit in 1968.

    - Leopold de Wael (1823-1892) trouwde met Gabrielle van Gend (1844-1887) en ze kregen vijf kinderen. Hij werd volksvertegenwoordiger en burgemeester van Antwerpen. Deze familietak doofde uit in 1996.
    - Urbain de Wael (1825-1868) trouwde met Jeanne Wilms. Ze gingen in Brussel wonen en hadden zeven kinderen, onder wie vijf zoons die voor afstamming zorgden. Met afstammelingen tot heden.